# Deewangee
Deewangee (दीवानगी, tłum. "Obsesja") – bollywoodzki thriller zrealizowany w 2002 roku przez Aneesa Bazmeego. W rolach głównych Ajay Devgan, Akshaye Khanna i Urmila Matondkar. Reżyser filmu jest też autorem Hulchul, Welcome i Miłość musiała nadejść. Ten ostatni film jest remakiem French Kiss, podobnie jak Deewangee jest remakiem Lęku pierwotnego (Primal Fear z Richardem Gere’em i Edwardem Nortonem).

## Fabuła
Znana osobistość ze świata muzyki zostaje zamordowana w bestialski sposób. Niedaleko miejsca zbrodni policja aresztuje zakrwawionego muzyka Tarana Bharadwaj (Ajay Devgan). Na prośbę przyjaciółki z dzieciństwa Tarana, piosenkarki Sargam (Urmila Matondkar) obrony podejmuje się cieszący się sławą kogoś, kto nigdy nie przegrał żadnej sprawy, adwokat Raj Goyal (Akshaye Khanna). Mimo tego, że okoliczności przemawiają przeciwko niemu, Taran wzbudza w prawniku zaufanie. Raj wbrew opinii wszystkich wierzy, że jego klient jest niewinny.

## Obsada
- Ajay Devgan – Tarang Bharadwaj – Nagroda Filmfare za Najlepszą Rolę Negatywną, Nagroda Zee Cine za Najlepszą Rolę Negatywną, Nagroda Star Screen za Najlepszą Rolę Negatywną
- Akshaye Khanna – Raj Goyal – nominacja do Nagrody Star Screen dla Najlepszego Aktora
- Urmila Matondkar – Sargam
- Farida Jalal – p. Goyal
- Suhasini Mulay – sędzia
- Seema Biswas – psychiatra
- Tiku Talsania – Ratan (wuj Raja)
- Rana Jung Bahadur
- Vijayendra Ghatge ... Ashwin Mehta
- Mohan Kapoor
- Nirmal Pandey ... Abhijeet Mehta
- Anil Nagrath
- Tanaz Currim ... Yana
- Suresh Oberoi – p. Bhullar

## Muzyka i piosenki
| Piosenkę             | śpiewa(ją)                          |
| -------------------- | ----------------------------------- |
| Ai Ajnabi            | Sunidhi Chauhan                     |
| Deewangee            | KK, Mahalaxmi Iyer                  |
| Deewangee            | Sunidhi Chauhan                     |
| Dholi O Dholi        | Babul Supriyo, Kavita Krishnamurthy |
| Hai Ishq Khata       | Jaspinder Narula                    |
| Pyar Se Pyare Tum Ho | Sonu Nigam, Kavita Krishnamurthy    |
| Saasein Saasein Hain | Sonu Nigam, Kavita Krishnamurthy    |
| Saat Suron Ka        | Udit Narayan, Kavita Krishnamurthy  |